# Фебиофест
Пражский международный кинофестиваль или Фебиофест (чешск. Mezinárodní filmový festival Praha, Febiofest) — один из крупнейших чешских кинофестивалей, занимает второе место среди самых престижных кинофестивалей Чехии (после Международного кинофестиваля в Карловых Варах). Фебиофест фокусирует своё внимание на показе игрового кино, в основном, на художественных фильмах. С 2005 года проводится в пражском мультиплексе "Cinestar Anděl". Фестиваль организует компания Febiofest s. r. o., президентом фестиваля является кинорежиссёр Феро Фенич.

## История
Пражский международный кинофестиваль ФЕБИОФЕСТ был основан в 1993 году независимой кино- и телевизионной компанией "Фебио", первоначально под названием Международный смотр независимого кино, телепрограмм и видеопроектов. Родоначальниками фестиваля Фебиофест были Феро Фенич и Павел Мелоунек. Изначально фестиваль проводился только в однозальном кинотеатре Евроклуба, в 1994 году он проходил уже и в Словакии, а к 2008 году посещаемость фестиваля выросла до 140 000 зрителей на обе страны (Чехия и Словакия), было задействовано 12 городов и 43 кинозалов. В 2005 году фестиваль представил рекордное количество фильмов - 336 фильмов из 65 стран. С четвёртого (1997) по восьмой (2001) фестиваль на Фебиофесте начинался Проект 100.

## Гости
В течение первых двадцати лет существования на фестивале побывали в качестве гостей и представили свои фильмы Нанни Моретти, Джеральдина Чаплин, Питер Уир, Оливье Ассаяс, Ричард Лестер, Роман Полански, Фолькер Шлёндорф, Брюно Дюмон, Иштван Сабо, Цай Мин-Лянь, Том Тыквер, Хэл Хартли, Андрей Кончаловский, Армин Мюллер-Шталь, Никита Михалков, Карлос Саура, Бруно Ганц и Клаудия Кардинале.

## Награды
[ Гран-При] фестиваля получает лучший фильм конкурсной секции "Новая Европа". Гран-при вручается начиная с 15-го фестиваля (с 2008 года). О том, кто удостоится гран-при, принимает решение жюри фестиваля, состоящее из 33 членов, которыми являются заранее зарегистрированные зрители фестиваля, которые подают запрос на регистрацию в качестве членов жюри на веб-сайте фестиваля. Жюри возглавляет почётный председатель. В 2008-2013 годах председателями жюри были олимпийская чемпионка Вера Чаславска, оператор Мирослав Ондржичек, художник по костюмам Ян Каплицкий, художник Давид Черный, дирижер Либор Пешек и бывшая первая леди Чехии Дагмар Гавелова.
Фильмы, получившие [ гран-При] фестиваля:
- 2008 – Магнус (режиссёр Кадри Кыусаар)
- 2009 – Снег (режиссёр Аида Бегич)
- 2010 – Дети из Диярбакира (режиссёр Мираз Безар)
- 2011 – Крестины (режиссёр Марчин Врона)
- 2012 – Достойный сын (режиссёр Зайда Бергрот)
- 2013 – Разрушенный мир (режиссёр Руфус Норрис)

"Кристиан" за вклад в мировой кинематограф вручается самым знаменитым гостям фестиваля. В 2000-2013 годах среди них были Роман Полански, Ричард Лестер, Клаудия Кардинале, Карлос Саура, Ханна Шигулла, Гельмут Бергер, Никита Михалков, Даниэль Ольбрыхский, Отар Иоселиани, Вим Вендерс, Майк Ли.
В период с 1994 по 2011 год на фестивале также вручался ежегодный приз чешской кинематографической критики "Кристиан". Приз присуждался в категории "игровое кино", "документальное кино" и "анимационное кино". Статуэтка была создана скульптором Олбрамом Зоубеком.

## Места проведения фестиваля
В Чехии: Прага, Острава, Брно, Либерец, Пардубице.
В Словакии: Братислава, Кошице, Нитра, Жилина, Прешов.

## Внешние ссылки
- Официальный сайт фестиваля Фебиофест